# Kirche Großwaltersdorf

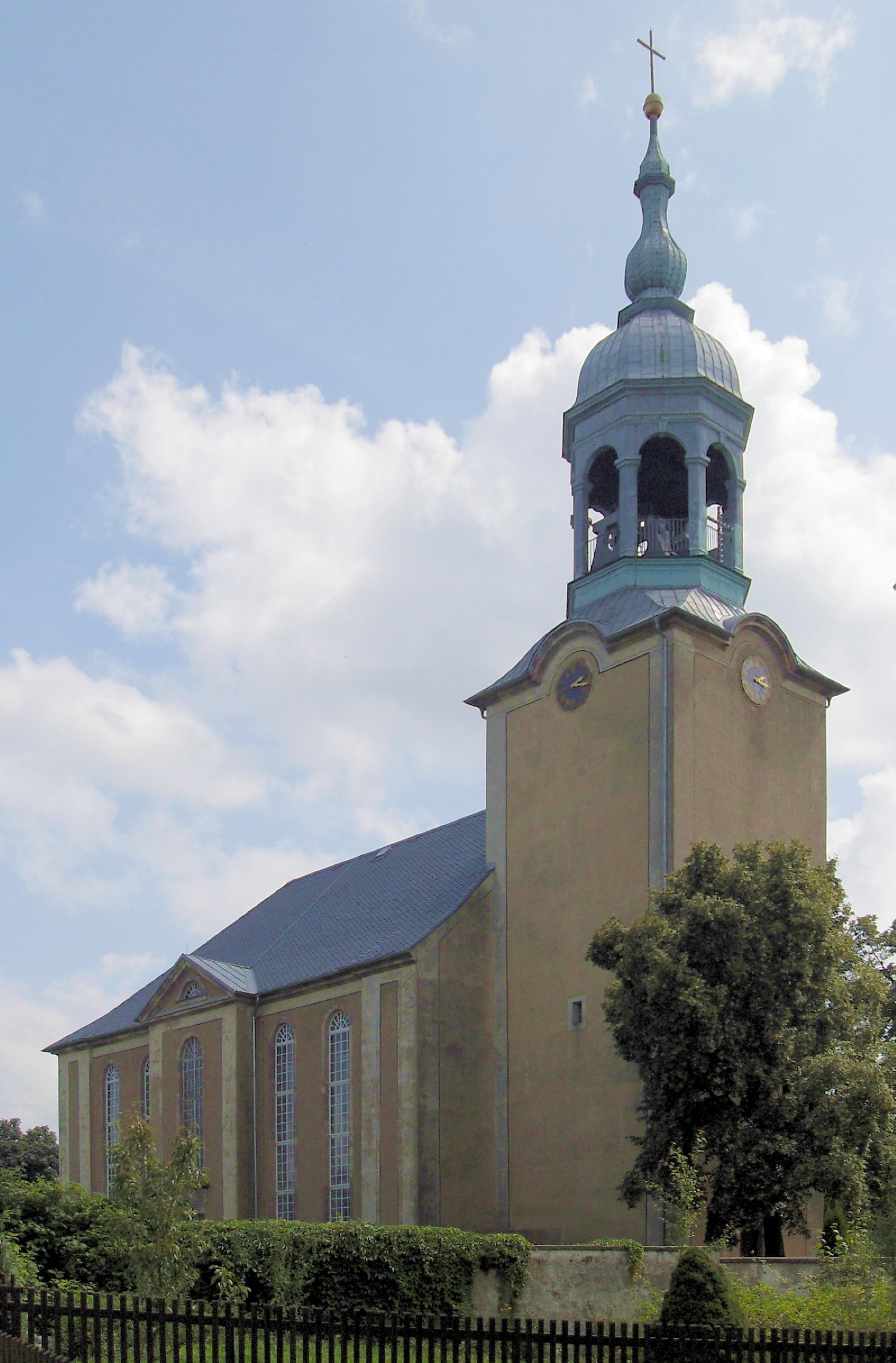
Kirche Großwaltersdorf

Die evangelische Kirche Großwaltersdorf ist eine klassizistische Saalkirche im zur Gemeinde Eppendorf im Landkreis Mittelsachsen in Sachsen gehörenden Ortsteil Großwaltersdorf. Sie gehört zur Kirchengemeinde Eppendorf in der Kirchenregion Erzgebirgsblick der Evangelisch-Lutherischen Landeskirche Sachsens.

## Geschichte und Architektur
Die weithin sichtbare große Saalkirche des Klassizismus wurde in den Jahren 1829–31 durch Christian Friedrich Uhlig erbaut und nach Brand 1837 in den Jahren 1838/39 erneuert. Das Bauwerk ist ein verputzter Bruchsteinbau mit geradem Schluss und Gliederungen aus Rochlitzer Porphyr. Das Äußere wird durch Ecklisenen und an der Nord- und Südseite mit giebelbekrönten Portalrisaliten sowie mit hohen Rundbogenfenstern gegliedert. Der breite Dreiecksgiebel an der Ostseite ist über einem Risalit mit drei Fensterachsen und zwei seitlichen Eingängen angeordnet. Der Westturm über quadratischem Grundriss trägt eine oktogonale Laterne sowie eine geschweifte Haube und eine zwiebelförmige Spitze.
Der helle Saal wird im Innern durch die einheitliche, harmonische Ausstattung aus der Bauzeit geprägt und ist entsprechend den Anforderungen an einen protestantischen Kirchenraum mit einem zentralen Kanzelaltar und einer Taufe davor ausgestattet. Die Flachdecke ist mit einem zweifachen Stuckrahmen gegliedert, in dem ein großer und zwei kleinen Kreise mit Strahlen beziehungsweise Blütenblättern angeordnet sind. Der Raum wird von umlaufenden zweigeschossigen Emporen bestimmt und wirkt dadurch zentralisierend, seitlich des Kanzelaltars sind konvexe verglaste Betstuben eingebaut; die Fenster und Türen sind jeweils mit filigranem Sprossenwerk gestaltet.

## Ausstattung
Das Hauptstück der Ausstattung ist ein streng architektonischer, hoch aufragender Kanzelaltar mit einem Ölbild mit einer Darstellung vom Verrat des Judas; der stark vorspringende, oktogonale Kanzelkorb wird seitlich von zwei vollplastischen Kompositkapitellen gerahmt, welche den Dreieckgiebel mit Gloriole tragen. Die Taufe aus Hilbersdorfer Porphyr steht auf einem kannelierten Säulenstumpf mit Tuchgehänge. 
Die Orgel ist ein Werk der Gebrüder Christian Friedrich und Gottlob Friedrich Göthel aus den Jahren 1838–41 mit 24 Registern auf zwei Manualen und Pedal, das 1993 von Georg Wünning restauriert wurde.